# Adriano Espaillat
Adriano D. Espaillat Cabral, né le 27 septembre 1954 en République dominicaine, est un homme politique américain membre du Parti démocrate. Il est élu à la Chambre des représentants des États-Unis dans l'État de New York en 2016.

## Biographie

### Origines et carrière politique locale
Originaire de Santiago en République dominicaine, Adriano Espaillat arrive à New York à l'âge de 9 ans, avec sa mère et son frère. Venue avec un visa de tourisme, la famille choisit de rester aux États-Unis. Deux ans plus tard, ils retournent en République dominicaine — en pleine guerre civile — pour obtenir de nouveaux visas. Espaillat acquiert la nationalité américaine à la fin de sa vingtaine.
Il siège à l'Assemblée de l'État de New York de 1997 à 2010, où il représente le 72e district. Il est ensuite élu au Sénat de l'État, dans le 31e district.

### Représentant des États-Unis
En 2012, Espaillat se présente à la Chambre des représentants des États-Unis face au démocrate sortant Charles Rangel, élu depuis 42 ans. Le 13e disitrct vient d'être redécoupé et devient majoritairement hispanique. Rangel, qui est afro-américain, a été censuré pour violations des règles d'éthique de la Chambre en 2010. Espaillat est battu d'environ 1 000 voix par Rangel. À nouveau candidat en 2014, il est battu de justesse par Rangel (44 % des suffrages contre 47 %).
En 2016, Rangel ne se représente pas. Espaillat remporte la primaire démocrate avec 37 % des voix devant Keith L.T. Wright (33 %), soutenu par Rangel. Il est alors assuré d'être élu dans ce bastion démocrate,. Lors de l'élection générale, il rassemble 89 % des suffrages. Il est le premier représentant des États-Unis originaire de République dominicaine et le premier représentant qui est un ancien immigré clandestin,. C'est également la première fois depuis plus de 70 ans que le quartier de Harlem n'est pas représenté par un Afro-Américain au Congrès.
Il est facilement réélu lors des élections de novembre 2018, réunissant près de 95 % des suffrages face à la républicaine Jineea Butler.